# ラッシュアワー (パズル)

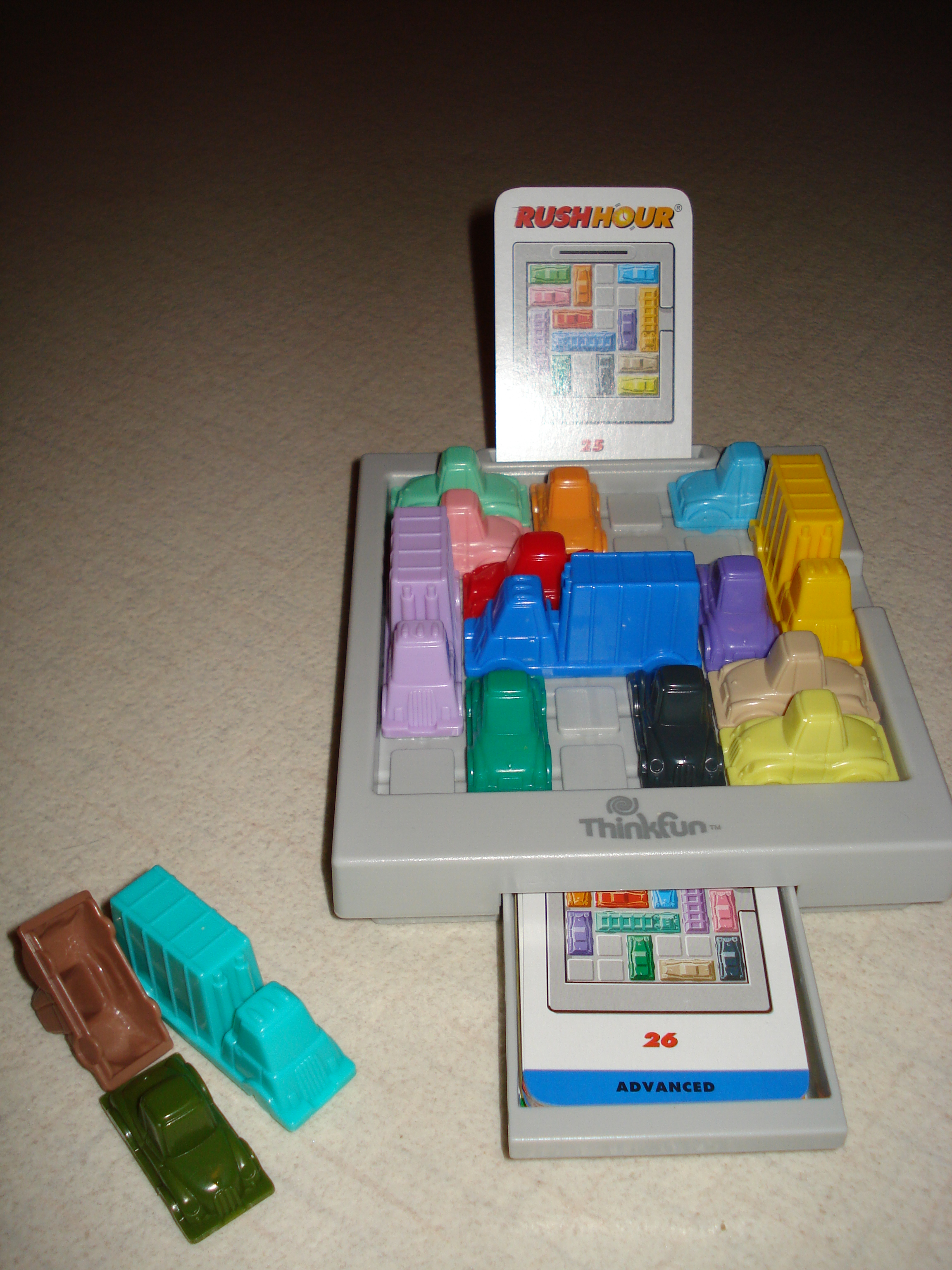
ラッシュアワー

ラッシュアワーは、芦ヶ原伸之が考案したパズルの商品名である。このパズルはスライディングブロックパズルに分類される。俗称として「駐車場パズル」「納車ゲーム」と呼ばれることもある。
芦ヶ原はこのパズルを1980年代に雑誌で発表した。その後、いくつかの彼の著書で取り上げられた後匹見産業から"TOKYO PARKING"の名称で発売された。1994年にアメリカのバイナリーアーツ社（現在の名称はシンクファン社）からこのタイトルで発売された。
世界中で300万個以上販売されており、携帯用の電子ゲームにもなっているほかWebサイトに置かれるミニゲームになっていることもある。

## ルール
6×6の盤（これを駐車場に見立てている）に長方形状のコマ（これを自動車に見立てている）を並べ、対象のコマを盤から出すことが目的となる。
各コマは1×2か1×3の長方形であり、長い辺に平行な方向（コマを自動車に見立てた場合、前進もしくは後退する方向）にしか動かすことができない。

## 問題
ルールが単純なため、コマの置き方によって様々な問題ができる。シンクファン社の商品では最初に40問の問題がついてくるが、追加問題集も販売されている。
これらの問題の中には、10手以下で終わる物から50手以上かかるものまである。